# Oberea denominata
Oberea denominata là một loài bọ cánh cứng trong họ Cerambycidae.